# 1330 Spiridonia
Spiridonia (asteroide 1330) é um asteroide da cintura principal com um diâmetro de 55,08 quilómetros, a 2,9324262 UA. Possui uma excentricidade de 0,0749861 e um período orbital de 2 061,63 dias (5,65 anos).
Spiridonia tem uma velocidade orbital média de 16,72835834 km/s e uma inclinação de 15,95482º.
Esse asteroide foi descoberto em 17 de Fevereiro de 1925 por Vladimir Albitzkij.